# الجمعية القحطانية
الجمعية القحطانية : جمعية عربية تأسست في القسطنطينية عام 1909 خلال الدولة العثمانية.
و هي في الأصل جمعية سرية امتازت ببرنامجها الجرئ المطالب باستقلال البلاد العربية مع المحافظة على الولاء للتاج العثماني وقد أعدم أحمد جمال باشا معظم أعضاء هذه الجمعية ومنهم عبد الحميد الزهراوي ورفيق رزق سلوم وعزة الجندي
و هي تختلف عن الجمعية الثورية القحطانية 

## المؤسسين
- خليل حماده المصري
- عبد الكريم الخليل
- سليم الجزائري
- ((حمدان الصباحين))

## من أبرز أعضائها
- الأمير شكيب أرسلان
- الدكتور عزت الجندي
- محمد كرد علي
- الأمير عارف الشهابي
- علي النشاشيبي
- عزيز المصري (يعتبر العضو الأبرز ويقال في أحيان كثيرة أنه المؤسس)(2)
- تحسين علي

## أهدافها
- دعت إلى أن يكون السلطان التركي ملكا على العرب والترك من خلال تكوين امبراطورية تركية عربية وأن يضع السلطان التاج العربي بجانب التاج التركي (مملكه ذات تاجين)
- وأن تمنح الولايات العربية الاستقلال «الذاتي» في نطاق الدولة العثمانية
- مجابهة التيار العنصري التركي بتيار قومي عربي، من أجل تمكين العرب من السيطرة على مؤسسات الولايات العربية